# Aspilatopsis johnstonei
Aspilatopsis johnstonei là một loài bướm đêm trong họ Geometridae.